# Alhurra
Alhurra (en árabe: الحرة al-Ḥurrah, "el libre") es un canal de televisión en árabe con sede en los Estados Unidos que transmite noticias y programas vía satélite de actualidad para audiencias en el Medio Oriente y el norte de África. Alhurra está financiada por el gobierno de los Estados Unidos y hasta 2013 tenía prohibido transmitir dentro de los propios Estados Unidos en virtud de la Ley Smith-Mundt de 1948.
Su misión declarada es proporcionar "noticias e información objetivas, precisas y relevantes" a su audiencia mientras busca "apoyar los valores democráticos" y "ampliar el espectro de ideas, opiniones y perspectivas" disponibles en los medios de comunicación de la región. La red también ha tratado de distinguirse de sus numerosos competidores regionales brindando acceso a una cobertura más profunda de los problemas y políticas estadounidenses y una cobertura de una gama más amplia de opiniones y perspectivas que las que normalmente se escuchan en otras televisoras árabes.
Alhurra comenzó a transmitir el 14 de febrero de 2004 a 22 países de Oriente Medio y África del Norte. Se ha establecido como el tercer canal de noticias panárabe mejor calificado, superando los índices de audiencia de la BBC (en inglés y árabe), France 24 en árabe, RT en árabe, CGTN en árabe, CNNi y Sky Arabia. 
En abril de 2004, se lanzó un canal adicional llamado Alhurra-Iraq, que presenta la mayor parte del contenido de Alhurra, con programación adicional dirigida específicamente a la audiencia iraquí. También se transmite por satélite y está disponible en antenas terrestres en todo Irak, incluso en Basora y Bagdad. Alhurra-Iraq logra consistentemente índices de audiencia más altos en Irak que Al Jazeera y Al Arabiya.

## Historia

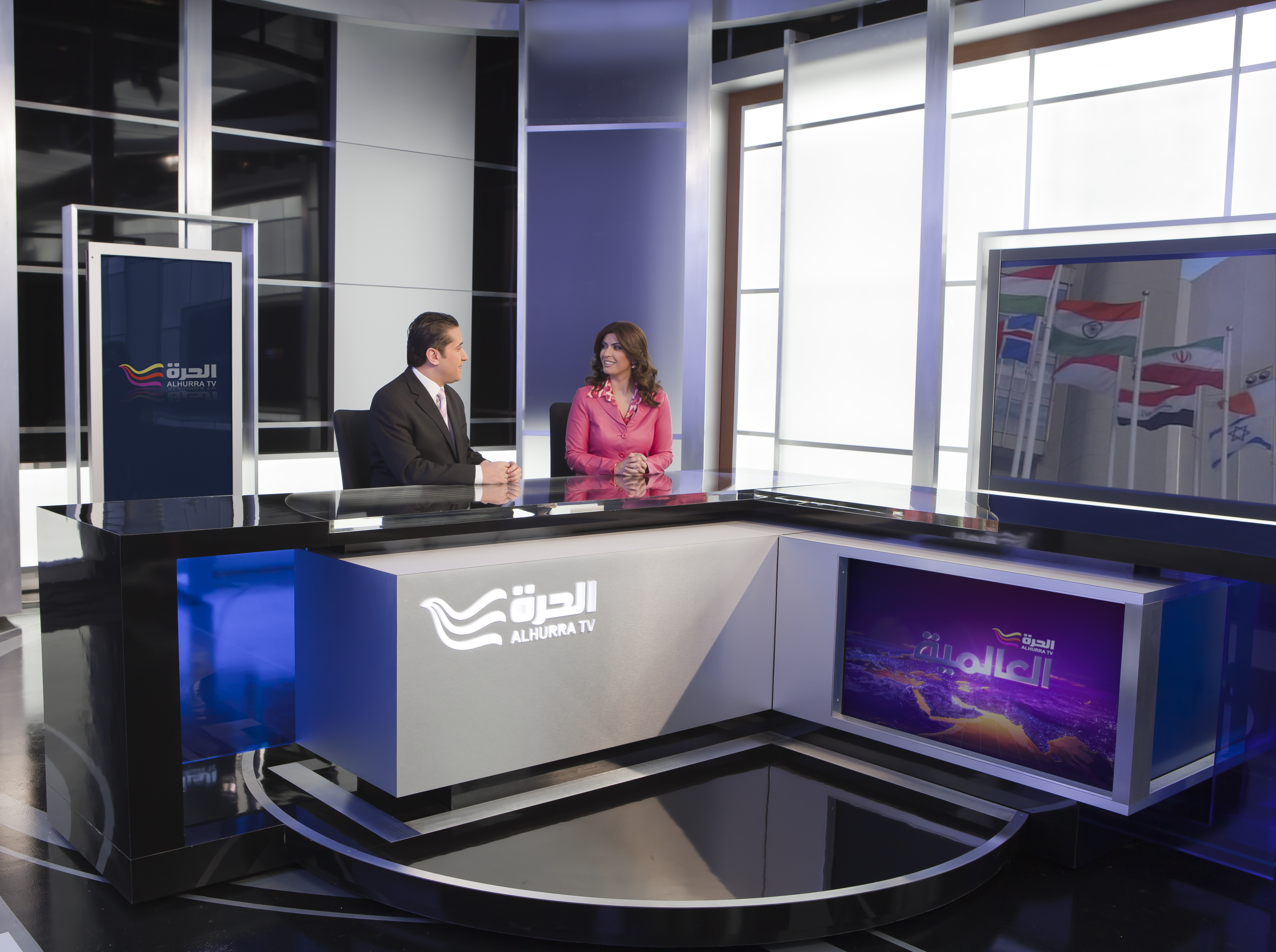
Estudio de transmisión de Alhurra, febrero de 2011

La decisión de lanzar Alhurra fue motivada por la frustración entre los funcionarios del gobierno de los Estados Unidos por el sesgo antiestadounidense percibido entre las principales cadenas de televisión árabes y el efecto que estos canales tenían en la opinión pública árabe con respecto a los Estados Unidos Alhurra tenía la intención de servir como una alternativa a estos canales. presentando las noticias de una manera más "equilibrada y objetiva" en un esfuerzo por mejorar la imagen de los Estados Unidos en el mundo árabe.
La fuerza impulsora detrás del lanzamiento de Alhurra fue Norman Pattiz, un ejecutivo de medios y fundador y presidente del gigante de la industria de la radiodifusión Westwood One. Mientras se desempeñaba como miembro de la Junta de Gobernadores de Radiodifusión (BBG), actualmente la Agencia de Medios Globales de Estados Unidos (USAGM), la agencia federal de Estados Unidos que controla todas las transmisiones de radio y televisión internacionales del gobierno estadounidense no militares, Pattiz abogó firmemente por la creación de un canal de televisión financiado por Estados Unidos dirigida específicamente a audiencias árabes. Pattiz también había sido anteriormente responsable de la creación de Radio Sawa, una red de radio en árabe administrada por USAGM que transmite una combinación de música, entretenimiento y noticias.
Pattiz creía que las opiniones de las audiencias árabes sobre los Estados Unidos estaban siendo influenciadas negativamente por el enfoque de las redes de noticias árabes existentes en la cobertura de las guerras en Irak, Afganistán y el conflicto palestino-israelí. Argumentó que al presentar una gama más amplia de perspectivas sobre estos conflictos y otras políticas estadounidenses, así como una cobertura de una variedad más amplia de temas regionales y globales de interés para las audiencias árabes, un canal de televisión satelital financiado por Estados Unidos podría ayudar a mejorar la imagen de Estados Unidos en la región.
Como resultado de los esfuerzos de Pattiz, la administración Bush solicitó fondos del Congreso para el canal y obtuvo 62 millones de dólares en fondos para su primer año de funcionamiento (incluidos los costos de puesta en marcha). La primera transmisión de Alhurra se emitió el 14 de febrero de 2004.

## Programación

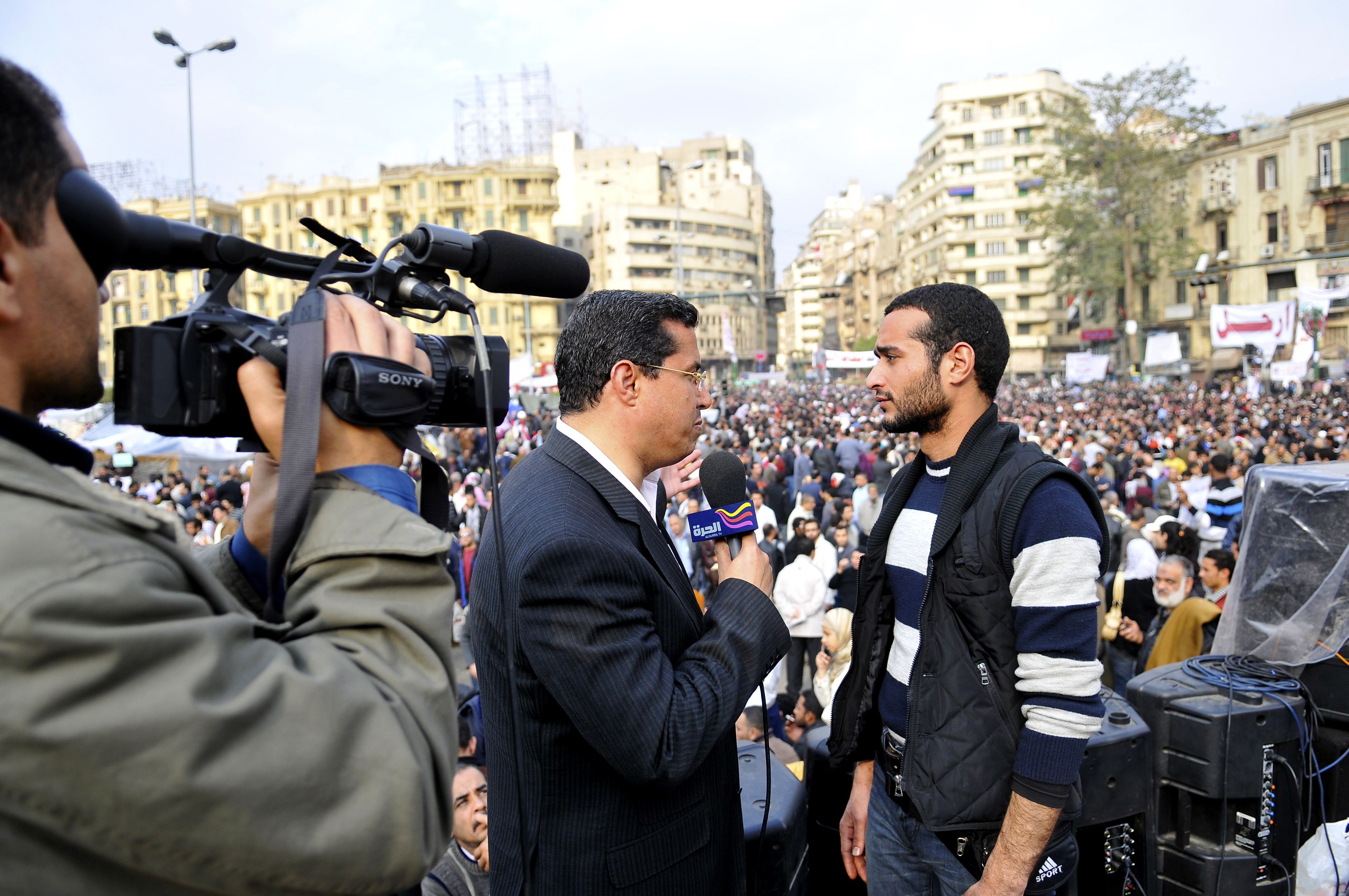
Un periodista de Alhurra entrevista a un manifestante egipcio en la plaza Tahrir de El Cairo, 7 de febrero de 2011

Alhurra transmite las 24 horas del día y, al igual que otras emisoras administradas por USAGM, no tiene comerciales. Además de informar noticias regionales e internacionales, el canal brinda información sobre una variedad de temas, incluidos los derechos de la mujer, los derechos humanos, la libertad religiosa, la libertad de expresión, la salud, las noticias de entretenimiento, los deportes y la ciencia y la tecnología. El canal complementa su programación original con transmisiones de versiones subtituladas en árabe de programas en inglés familiares para las audiencias estadounidenses (y globales). Además, la cadena revierte y vuelve a empaquetar importantes programas periodísticos angloparlantes, como Newshour y 60 Minutes, en sus propios programas de noticias en idioma árabe.

## Audiencia
Alhurra compite con más de 550 canales de televisión satelital en idioma árabe por su audiencia en el Medio Oriente y, como resultado, Alhurra luchó inicialmente después de su lanzamiento en 2004 para atraer espectadores en el ya concurrido mercado de medios árabe. Las encuestas anuales encargadas por la USAGM mostraron que la audiencia semanal de Alhurra creció un 28% entre 2004 y 2008, superando los 25 millones. Encuestas recientes realizadas por organizaciones de investigación internacionales, incluida ACNielsen, muestran que Alhurra ha tenido un promedio constante de aproximadamente 26 millones de espectadores semanales en su región de transmisión entre 2009 y 2011. Si bien este número es eclipsado por la audiencia general del canal catarí Al-Jazeera y el canal saudí Al-Arabiya, es sin embargo mayor que la audiencia de todas las demás cadenas de noticias en árabe no nativas (incluidas CNN en árabe, BBC en árabe y el canal en árabe de France24) juntas.